# Azorski lovor
Azorski lovor (lat. Laurus azorica) biljna vrsta iz roda lovora, porodica lovorovki, raširena po Azorskom otočju.
Azorski lovor je zimzelena žbunasta biljka koja može narasti do velićine drveta. Na drvetu može narasti parazitska gljiva Laurobasidium lauri ( Geyl) Jülich.

## Sinonimi
- Persea azorica Seub.

- , listovi
- , kora

## Vanjske poveznice
|  | Zajednički poslužitelj ima još gradiva o temi Laurus azorica |
|  | Wikivrste imaju podatke o taksonu Laurus azorica             |